# Iosif Badeev
Iosif Isakovici Badeev (în rusă Иосиф Исаакович Бадеев (Суслик)) (n. 1880, orașul Orhei, Basarabia – d. 1937) a fost un politician sovietic, care a îndeplinit funcția de secretar executiv al Comitetului Regional Moldova al Partidului Comunist din Ucraina (1924-1928).

## Biografie
Iosif Badeev s-a născut în anul 1880, în orașul Orhei din gubernia Basarabia, numindu-se după unele surse Suslik și după alte surse Vanstein. Un vechi bolșevic, el a participat la mișcarea muncitorească începând din anul 1903, devenind membru al Partidului Social-Democrat al Muncitorilor din Rusia (Bolșevic) în anul 1917 și participând la tentativa de revoluție bolșevică din Basarabia.
La data de 13 iunie 1919 a fost ales ca membru al Biroului Extraordinar al Comitetului provincial din Basarabia al PSDMR, devenind la începutul anilor '20 unul dintre liderii Comitetului clandestin Orhei al Partidului Comunist din România. În anul 1921 a fost delegat la cel de-al patrulea congres al Cominternului.
În anul 1924 a traversat frontiera dintre România și URSS în mod clandestin, peste râul Nistru și s-a stabilit în orașul Balta (care va deveni la 26 noiembrie 1924 capitala Republicii Socialiste Sovietice Autonome Moldovenești, proclamată la 12 octombrie același an).
Tot în anul 1924 este numit ca președinte al secției moldovenești a Comitetului regional de partid Odessa. La data de 15 octombrie 1924 devine secretar al Biroului organizatoric al Partidului Comunist din Ucraina pentru RSSA Moldovenească. În perioada 15 decembrie 1924 - 27 decembrie 1928 îndeplinește funcția de secretar executiv al Comitetului Regional Moldova al Partidului Comunist din Ucraina. De asemenea, a fost și membru al Comitetului Central al PC din Ucraina (12 decembrie 1925 - 5 iunie 1930).
Începând din anul 1929 desfășoară activitate politică și economică în RSS Ucraineană. În anul 1932 este angajat la Fabrica de Tractoare din Harkov. A fost delegat la cel de-al XV-lea congres al Partidului Comunist din Ucraina.
În 1937, Iosif Badeev a fost arestat de către NKVD și a fost acuzat de spionaj și sabotaj în favoarea României. Iosif Badeev a fost judecat și executat prin împușcare în anul 1937. În 1957, Iosif Badeev a fost reabilitat.